# Lantana (automobile)
Pour les articles homonymes, voir Lantana (homonymie).

Lantana

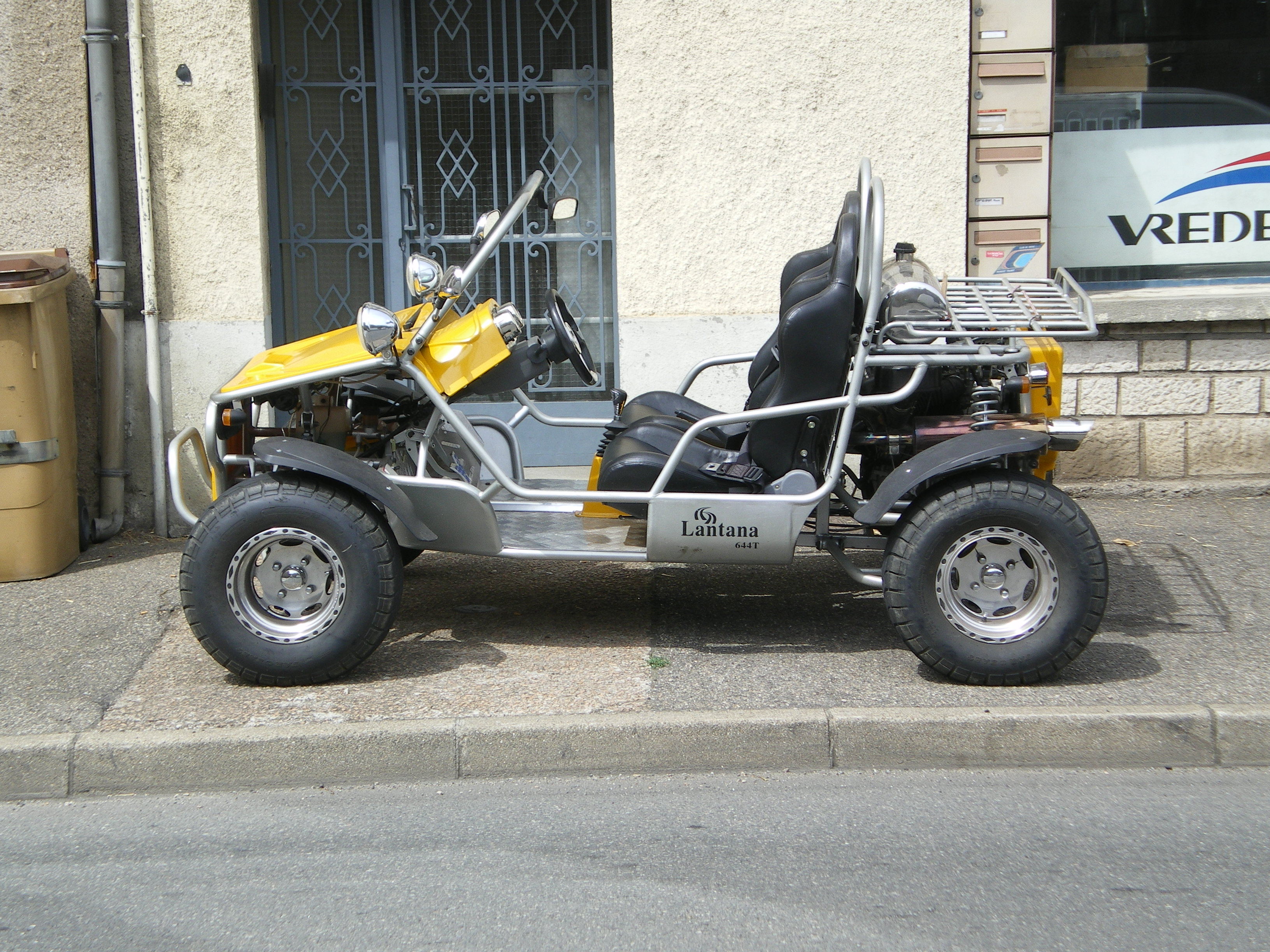
Lantana Classic

Lantana est un modèle de « buggy cabriolet ». Il est produit par RouteBuggy et se décline en plusieurs versions (Route, Nevada et Classic) avec options et séries spéciales.
Imaginé par Phil Greswold en juin 2006, le Lantana est produit avec un partenaire chinois. L'usine de production, située en Chine, emploie 35 personnes et la production peut atteindre plus de 100 véhicules par mois.